# Nuestro Seúl por descubrir
Nuestro Seúl por descubrir (en hangul, 미지의 서울; romanización revisada, Mijiui seoul) es una serie de televisión surcoreana escrita por Lee Kang, dirigida por Park Shin-woo, y protagonizada por Park Bo-young, Park Jin-young y Ryu Kyung-soo. Es un drama romántico en doce capítulos que se emitirá por el canal tvN desde el 24 de mayo hasta el 29 de junio de 2025, en horario de sábados y domingos a las 21:20 (hora local coreana). También estará disponible internacionalmente en la plataforma Netflix.

## Sinopsis
Dos hermanas gemelas, que son diferentes en todo excepto en su apariencia, deciden intercambiar sus identidades y emprenden un viaje para redescubrir la vida y el amor. Yoo Mi-rae, quien tenía un trabajo estable y parecía tenerlo todo de la vida, en realidad es víctima de acoso en el trabajo. Para salvar a su hermana, Yoo Mi-ji le propone vivir su vida por ella, tal como hacían cuando eran niñas, asumiendo cada una las cargas que odiaba la otra. Aunque están completamente preparadas para intercambiar sus vidas, las variables que surgen cada día inquietan el corazón de las hermanas: Mi-ji debe así reencontrarse con su primer amor, Ho-soo, que conoce a las hermanas desde la escuela, y que siente una extraña inquietud ante ella creyéndola su hermana. A su vez, Mi-rae trabaja en el campo del inexperto Han Se-jin, que se está dedicando a la agricultura por primera vez en su vida.
Además, también se revelan las heridas y el dolor ocultos en lo profundo de los corazones de las gemelas Mi-ji y Mi-rae, así como de Lee Ho-soo y Han Se-jin. Las lágrimas de cuatro personas que se sienten frustradas y avergonzadas de sí mismas sin siquiera saber dónde están sus partes rotas son desgarradoras.

## Reparto

### Principal
- Park Bo-young como Yoo Mi-ji/Yoo Mi-rae, dos hermanas gemelas de las que Mi-ji es la mayor. Mi-ji era una prometedora velocista, pero una lesión la apartó para siempre de la alta competición y ahora vive solo el presente, sin sueños ni planes para el futuro, con contratos de trabajo a corto plazo. Mi-rae es sénior en el equipo de planificación y estrategia en una corporación pública financiera. Nació con un defecto cardíaco que la retuvo en hospitales buena parte de su infancia de cirugía en cirugía. Pese a ello, es una perfeccionista que ha buscado la excelencia desde la escuela hasta el empleo, ocultando sus vulnerabilidades tras una apariencia impecable.[2][3][4]
  - Lee Jae-in como Yoo Mi-ji / Yoo Mi-rae adolescentes.[5][6]
- Park Jin-young como Lee Ho-soo, un abogado que trabaja en un gran bufete. Fue compañero de clase de secundaria de Mi-ji y Mi-rae. Detrás de su perfecta apariencia y su serenidad de carácter hay un hombre que arrastra las secuelas de un accidente de automóvil que casi le quita la vida cuando era adolescente. Después de graduarse de la escuela secundaria e ir a la universidad en Seúl, se distanció de las hermanas gemelas, pero por casualidad se reencuentra con ellas y recuerda sus sentimientos pasados.[7][8][9][10]
  - Park Yoon-ho como Lee Ho-soo adolescente.[11][12]

- Ryu Kyung-soo como Han Se-jin, un hombre que empezó como director de inversiones de un fondo de inversión libre, pero luego se convirtió en propietario de la granja Changhwa en Duson-ri, donde se dedica al cultivo de fresas. Pero no ha podido eliminar su origen urbano incluso cuando está en el tractor.  Es un granjero novato que hace bromas en cualquier situación y ha superado los estereotipos rurales con su personalidad alegre. Como necesita ayuda en la granja, establece una relación laboral con Mi-ji, con la que descubre que tiene algo en común.[8][13][14]

### Secundario

#### Entorno de Mi-ji y Mi-rae
- Jang Young-nam como Kim Ok-hee, la madre de Mi-ji y Mi-rae, encargada del comedor de la escuela primaria, es una madre soltera y fuerte que ha sido cabeza de familia durante casi treinta años. Está orgullosa de Mi-rae y preocupada por Mi-ji, atrapada en el pueblo sin un trabajo estable.[15][16][17]
- Cha Mi-kyung como Kang Wol-soon, abuela materna de Mi-ji y Mi-rae, que vive en una residencia para personas mayores. La única persona que puede diferenciar a simple vista entre las hermanas gemelas, mejor aun que su propia madre.[18]
- Won Mi-kyung como Kim Ro-sa/Hyun Sang-wol, propietaria de un restaurante de sopa de mollejas de pollo y de todo el edificio donde tiene el restaurante, de treinta años de antigüedad y un solo menú. Tiene una apariencia fiera que no abandona fácilmente, pero detrás de eso hay un pasado como poeta conocida por su hermosa lírica, y otro hecho sorprendente: ha estado donando becas a su alma mater durante décadas.[19]

- Yoo Yoo-jin como Park Ji-yoon, la mejor amiga de la escuela secundaria de Mi-ji y Mi-rae. Trabaja en Jay Card.
- Moon Dong-hyuk como Song Kyung-goo, subgerente de Kyung-goo Mart (el único supermercado de tamaño mediano del barrio) y heredero de la familia propietaria. Amigo de la infancia de Mi-ji.[20][21]

#### Entorno de Lee Ho-soo
- Im Chul-soo como Lee Chung-goo, colega sénior de Lee Ho-soo y brillante abogado, conocido por su impresionante tasa de victorias. Combina una sonrisa afable por fuera con un juicio frío por dentro.[22][23]
- Kim Sun-young como Yeom Beon-hong, la madre de Lee Ho-soo y subdirectora de una escuela primaria. Perdió prematuramente a su marido, y su hijo es ahora su única familia, pero sufre porque él se está distanciando de ella. Ha sido vecina de la familia de Yoon Mi-ji en Dooson-ri durante mucho tiempo y siente un profundo afecto por ellos.[24][25][15]
- Shin Jeong-won como Hwang Ji-soo, secretaria en el bufete de abogados Won Geun, donde lleva diez años trabajando.
- Ryu Sung-rok como un abogado compañero de Ho-soo.

#### Gente de la Corporación de Gestión Financiera de Corea
- Jeong Seung-gil como Choi Tae-kwan, jefe del departamento de planificación y coordinación de la Corporación de Gestión Financiera de Corea.
- Lee Si-hoon como Shin Kyung-min, jefe del equipo de planificación y estrategia de la corporación.
- Go Ae-ri como An Mi-jeong, sénior del equipo de planificación y estrategia.
- Yang Dae-hyuk como Hwang Yun-ho, otro sénior del equipo de planificación y estrategia.[26]
- Sim So-young como Lee Hyo-kyung, otra sénior del equipo de planificación y estrategia.
- Hong Seong-won como Kim Tae-i, analista de datos del equipo de planificación y estrategia.
- Park Ye-young como Kim Soo-yeon, exmiembro del equipo de planificación y estrategia de la Corporación de Gestión Financiera de Corea.[27][28]
- Park Yoon-hee como el presidente de la Corporación de Gestión Financiera de Corea.

#### Gente de Duson-ri
- Jeong Eun-pyo como Jo Myeong-gap, el presidente de la Asociación de Jóvenes de Duson-ri, en realidad formada únicamente por personas de mediana edad y mayores, y el líder espiritual del pueblo.

- Kim Kyung-deok como Gong Il-nam, gerente de la Asociación de Jóvenes de Duson-ri y del Mercado de Mojong.

### Apariciones especiales
- Kim Joo-hun como el padre fallecido de Ho-soo.[29]
- Park Hwan-hee como Kim Ro-sa de joven.[30]

## Producción
Nuestro Seúl por descubrir es una coproducción de Monster Union, Higround y Next Scene para tvN. La planificación es obra de Studio Dragon. El guion lo firma Lee Kang, autora asimismo de Youth of May en 2021. Está dirigida por Park Shin-woo, que fue también director de Celos encarnados (2016), Está bien no estar bien (2020) y Amor en la ciudad (2020-21). Lee Kang declaró que su propósito con este trabajo fue escribir «historias de personas que parecen estar bien por fuera pero que ya están conmocionadas y agotadas por dentro [...] Me imaginé cómo sería si una gemela que se ve exactamente como yo tomara mi lugar, y de repente surgió la pregunta "¿La vida de esa gemela realmente sería más pacífica que la mía?"». Lee Kang intenta además combatir la falta de generosidad consigo mismas que sienten muchas personas: «comencé esta historia pensando que todos sentimos que nuestra vida es la más difícil, pero si nos fijamos bien, ¿no estamos todos librando nuestras propias batallas?». En cuanto a los escenarios principales del drama, Seúl y Duson-ri, intentó representarlos sin caer en el cliché de la ciudad sombría y el pueblo tranquilo.
El 25 de julio de 2024 la agencia de Park Bo-young, BH Entertainment, anunció que la actriz estaba considerando positivamente participar en la serie. Un anuncio análogo hizo la misma agencia con respecto a Park Jin-young, dos meses más tarde, el 26 de septiembre. Park estaba aún cumpliendo el servicio militar, que concluiría a finales de octubre, por lo que este es su primer trabajo tras el mismo.
El rodaje terminó a finales de 2024. El director de fotografía fue Choi Yoon-man (Mi señor, 2018). Entre las localizaciones elegidas se encuentran las localidades y condados de Dangjin, Damyang, Gwangju, Suncheon y Hapcheon.
El 3 de diciembre de 2024 tvN confirmó el reparto protagonista de la serie y anunció su emisión en el primer semestre del año sucesivo. El 23 de enero, al publicar la programación anual, precisó que sería en mayo. El 16 de abril de 2025 el servicio OTT Netflix anunció que estrenaría la serie el 24 de mayo, simultáneamente a su emisión en tvN.

### Promoción
El 9 de mayo se lanzó un primer avance de la serie, seguido de otro el día 15; ambos muestran las contrastantes vidas cotidianas de las dos gemelas, aparentemente tranquila la primera con su vida en el campo, y aparentemente realizada la segunda con un trabajo de prestigio en Seúl; contiene la escena en que Mi-ji, para salvar a Mi-rae, le propone que se intercambien de identidades. En los avances se presenta también a los dos personajes masculinos. El 16 de mayo se publicó el cartel de grupo de los cuatro personajes protagonistas, con Park desdobalda en las dos hermanas.

## Banda sonora original
El director musical de la serie es Nam Hye-seung, que lo fue también, entre otras producciones, de Aterrizaje de emergencia en tu corazón y Goblin. La banda sonora original incluye temas de Choi Yu-ree, 10cm, Sion, Hong Isaac y otros. El disco con la BSO completa, con 37 pistas, se publicó el 30 de junio de 2025.
| Parte | Fecha de publicación                                                                 | Título                                                                               | Letra                                                                                | Música                                                                               | Artista                                                                              | Dur.                                                                                 | Ref.                                                                                 |
| ----- | ------------------------------------------------------------------------------------ | ------------------------------------------------------------------------------------ | ------------------------------------------------------------------------------------ | ------------------------------------------------------------------------------------ | ------------------------------------------------------------------------------------ | ------------------------------------------------------------------------------------ | ------------------------------------------------------------------------------------ |
| 1     | 31 de mayo de 2025                                                                   | 노란봄 («Primavera amarilla»)                                                        | Nam Hye-seung, Park Jin-ho                                                           | Nam Hye-seung, Park Jin-ho                                                           | Choi Yu-ree                                                                          | 4:00                                                                                 | [ 43 ]                                                                               |
| 2     | 7 de junio de 2025                                                                   | 노을 («Atardecer»)                                                                   | Nam Hye-seung, Park Jin-ho                                                           | Nam Hye-seung, Park Jin-ho                                                           | 10cm                                                                                 | 3:58                                                                                 | [ 44 ]                                                                               |
| 3     | 8 de junio de 2025                                                                   | «On Your Side»                                                                       | Nam Hye-seung, Park Jin-ho                                                           | Nam Hye-seung, Park Jin-ho                                                           | Sion                                                                                 | 3:26                                                                                 | [ 45 ]                                                                               |
| 4     | 15 de junio de 2025                                                                  | «In You»                                                                             | Nam Hye-seung, Park Jin-ho                                                           | Nam Hye-seung, Park Jin-ho                                                           | Hong Isaac                                                                           | 3:46                                                                                 | [ 46 ]                                                                               |
| 5     | 28 de junio de 2025                                                                  | «You»                                                                                | Nam Hye-seung, Park Jin-ho                                                           | Nam Hye-seung, Park Jin-ho                                                           | Jin-dori                                                                             | 4:30                                                                                 | [ 47 ]                                                                               |
| 6     | 29 de junio de 2025                                                                  | «Silence of the Nigh»                                                                | Nam Hye-seung, Park Jin-ho                                                           | Nam Hye-seung, Park Jin-ho                                                           | Elaine                                                                               | 4:40                                                                                 | [ 48 ]                                                                               |
| Notas | Las canciones de la banda sonora tienen una versión instrumental de igual duración . | Las canciones de la banda sonora tienen una versión instrumental de igual duración . | Las canciones de la banda sonora tienen una versión instrumental de igual duración . | Las canciones de la banda sonora tienen una versión instrumental de igual duración . | Las canciones de la banda sonora tienen una versión instrumental de igual duración . | Las canciones de la banda sonora tienen una versión instrumental de igual duración . | Las canciones de la banda sonora tienen una versión instrumental de igual duración . |

## Audiencia
Nuestro Seúl por descubrir comenzó con un 3,6 % de audiencia nacional; el tercer episodio registró un índice del 5,4 % en el área metropolitana y del 4,5 % nacional, ocupando el primer lugar en su franja horaria en cable y canales integrales. Se pudo notar una gran respuesta en las franjas de espectadores masculinos y femeninos de entre 20 y 40 años. La audiencia fue creciendo de manera constante hasta alcanzar su máximo en el último episodio: 9 % en el área metropolitana con un pico del 10,3 %, y 8,4 % con un pico del 9,4 % a nivel nacional. En cuanto a la difusión en línea, al final de su emisión, el 30 de junio, había superado ya los doscientos millones de visualizaciones.
| Temporada | Temporada | Episodio número | Episodio número | Episodio número | Episodio número | Episodio número | Episodio número | Episodio número | Episodio número | Episodio número | Episodio número | Episodio número | Episodio número | Promedio |
| Temporada | Temporada | 1               | 2               | 3               | 4               | 5               | 6               | 7               | 8               | 9               | 10              | 11              | 12              | Promedio |
| --------- | --------- | --------------- | --------------- | --------------- | --------------- | --------------- | --------------- | --------------- | --------------- | --------------- | --------------- | --------------- | --------------- | -------- |
|           | 1         | 0.931           | 1.297           | 1.207           | 1.441           | 1.104           | 1.652           | 1.639           | 1.911           | 1.773           | 2.036           | 1.780           | 2.168           | 1.578    |

| Episodio | Fecha de emisión    | Índices de audiencia (Nielsen Korea) | Índices de audiencia (Nielsen Korea) |
| Episodio | Fecha de emisión    | Nacional                             | Seúl                                 |
| --- | ------------------- | ------------------------------------ | ------------------------------------ |
| 1 | 24 de mayo de 2025  | 3,628 % (1.ª)                        | 4,193 % (1.ª)                        |
| 2 | 25 de mayo de 2025  | 5,049 % (1.ª)                        | 5,577 % (1.ª)                        |
| 3 | 31 de mayo de 2025  | 4,523 % (1.ª)                        | 5,418 % (1.ª)                        |
| 4 | 1 de junio de 2025  | 5,897 % (1.ª)                        | 6,532 % (1.ª)                        |
| 5 | 7 de junio de 2025  | 4,358 % (1.ª)                        | 4,883 % (1.ª)                        |
| 6 | 8 de junio de 2025  | 6,368 % (1.ª)                        | 7,144 % (1.ª)                        |
| 7 | 14 de junio de 2025 | 6,452 % (1.ª)                        | 6,735 % (1.ª)                        |
| 8 | 15 de junio de 2025 | 7,377 %(1.ª)                         | 8,325 %(1.ª)                         |
| 9 | 21 de junio de 2025 | 7,105 % (1.ª)                        | 7,800 % (1.ª)                        |
| 10 | 22 de junio de 2025 | 7,744 % (1.ª)                        | 8,509 % (1.ª)                        |
| 11 | 28 de junio de 2025 | 6,951 % (1.ª)                        | 7,232 % (1.ª)                        |
| 12 | 29 de junio de 2025 | 8,413 % (1.ª)                        | 8,960 % (1.ª)                        |
| Promedio | Promedio            | 6,155 %                              | 6,776 %                              |
| - En la tabla superior, los números azules representan las calificaciones más bajas y los números rojos representan las más altas. - Esta serie se transmite en un canal de cable/televisión de pago, que normalmente tiene una audiencia menor respecto a las emisoras de televisión públicas/gratuitas (KBS, SBS, MBC y EBS). |                     |                                      |                                      |